# Paso Doble (band)
Paso Doble is een Duitse band uit de NDW-periode, die in 1983 werd opgericht door componist, muziekproducent en toetsenist Frank Hieber, (9 mei 1957) en de zangeres Rale Oberpichler (14 december 1952).

## Carrière
Voordat de band werd geformeerd werkte Rale Oberpichler als achtergrondzangeres voor onder meer Udo Lindenberg en Marius Müller-Westernhagen, terwijl Frank Hieber al succesvol was als producent en componist. Het samen met Peter Schilling opgenomen nummer Major Tom (völlig losgelöst) stond in 1983 acht weken lang op de 1e plaats van de Duitse hitlijst en was de bestverkochte single van het jaar.
Paso Doble's eerste single Computerliebe plaatste zich in 1985 enkele weken in de top 20 op een moment dat de Neue Deutsche Welle bijna ten einde was. Het volgende album en de gelijknamige single Fantasie konden dit succes echter niet evenaren, evenmin als de single Herz an Herz, hoewel deze zich toch in de lagere regionen van de hitlijsten wist te plaatsen. Het jaar daarop werd de band onderscheiden met de Goldene Stimmgabel en won ze in de ZDF-hitparade. Paso Doble was een van de weinige bands die een uitgekiende choreografie in hun uitvoeringen kon laten zien.
Frank Hieber (vandaag Oberpichler) werkte daarna weer als producent voor onder meer Juliane Werding, Rolf Zuckowski, Stefan Waggershausen, Rio Reiser en Blümchen, wiens coverversie van Herz an Herz (1996) zich plaatste op de 4e plaats in de Duitse hitlijst, waarvan zeven weken in de Top 10 en werd onderscheiden met een Gouden Plaat. Rale Oberpichler werkte succesvol samen met Rolf Zuckowski. Ze speelde de moedervogel in zijn Vogelhochzeit (1994). Daarnaast zijn in de jaren 1990 samen met Zukowski Rales Musikmärchen ontstaan.
In 1995 werd het refrein van het nummer Computerliebe gecoverd door de danceband Das Modul en stond opnieuw in de Duitse top tien. In samenwerking met producent Felix Gauder kwam de single Alone in All tot stand.
Vanaf 2004 was er weer meer podiumactiviteit en Paso Doble bracht in 2005 hun volgende single Message Arrived uit. In 2006 verscheen het tweede niet eerder uitgebrachte album Versunkener Schatz met de nummers Herz an Herz en Magical Night. In 2008 bracht Paso Doble het album Hautnah uit met een paar remakes en enkele liveversies van oudere nummers.
In 2012 verscheen 30 Years NDW als jubileumalbum voor de Neue Deutsche Welle, waarop tal van Paso Doble-klassiekers werden gecoverd. Ze werkten zelf als producenten mee aan sommige nummers.
Daarna ondernamen ze een opmerkelijke kamermuziektournee, waarin ze hun nummers, die overigens gebaseerd zijn op synthesizerarrangementen, in tweetallen op klassieke wijze ten gehore brachten. Rale Oberpichler zong de nummers, terwijl Frank Oberpichler de pianobegeleiding speelde. Opnamen werden beschikbaar gesteld op het officiële YouTube-kanaal.
Aan het einde van het decennium was er een samenwerking met de muziekproducent DJKC alias Kai Soffel. In 2020 werden de twee singles Kleine Killer 2020 en het pre-kerstlied Season Song (ignite your light) uitgebracht. In 2021 kwam het nieuwe album Urbang uit, ook met medewerking van producent DJKC.

## Privéleven
Frank en Rale Oberpilcher zijn getrouwd en hebben samen een dochter.

## Discografie

### Singles
- 1984: Computerliebe (Die Module spielen verrückt)
- 1985: Fantasie
- 1986: Herz an Herz
- 1986: Magische Nacht
- 1996: Allein im All
- 2005: Message Angekommen!

### Albums
- 1985: Fantasie (1997 – Nieuwe uitgave onder de titel Computerliebe)
- 2006: Versunkener Schatz (alleen als download)
- 2008: Hautnah (alleen als download)
- 2012: 30 Jahre NDW